# Kim Ho-chul
Kim Ho Chul est un sélectionneur sud-coréen de volley-ball né le 13 novembre 1955 à Miryang de Gyeongsangnam-do. Il mesure 1,75 m et jouait passeur.

## Clubs
| Club                | Pays         | De        | À         |
| ------------------- | ------------ | --------- | --------- |
| Venus Communication | Corée du Sud | 1980-1981 | 1980-1981 |
| Pallavolo Parme     | Italie       | 1981-1982 | 1982-1983 |
| Hyundai Skywalkers  | Corée du Sud | 1983-1984 | 1986-1987 |
| Volley Trévise      | Italie       | 1987-1988 | 1989-1990 |
| Schio Sport         | Italie       | 1990-1991 | 1994-1995 |

## Palmarès
- Championnat d'Italie : 1982